# هشام عيوش
هشام عيوش (بالفرنسية: Hicham Ayouch)‏ هو مخرج و كاتب سيناريو فرنسي مغربي من مواليد 30 يونيو 1976 بمدينة باريس.

## روابط خارجية
- هشام عيوش على موقع IMDb (الإنجليزية)
- هشام عيوش على موقع قاعدة بيانات الفيلم (الإنجليزية)